# Baileycloro
Il baileycloro (simbolo IMA: Blc) è un minerale molto raro del gruppo della clorite appartenente alla classe minerale dei "silicati e germanati" con composizione chimica (Zn,Fe2+,Al,Mg)6[(OH)2|(OH)6|(Si,Al)4O10]. Da un punto di vista chimico, il baileycloro è quindi un silicato di zinco con ulteriori ioni idrossido. Gli elementi zinco, ferro, alluminio e magnesio, nonché il silicio e l'alluminio specificati nelle parentesi tonde possono sostituirsi l'uno all'altro nella formula, ma sono sempre nella stessa proporzione degli altri componenti del minerale.
Strutturalmente il minerale appartiene ai fillosilicati.

## Etimologia e storia
Il minerale è stato chiamato così in onore del capo del Dipartimento di Geologia e Geofisica dell'Università del Wisconsin-Madison, il professor Sturges W. Bailey (1919-1994). La seconda parte -cloro indica che è un membro del gruppo dei cloriti.
Il baileycloro è stato scoperto per la prima volta nel 1986 nella miniera di Red Dome, vicino alle città di Chillagoe e Herberton nella regione di Tablelands (Australia). L'Associazione Mineralogica Internazionale (IMA) ha riconosciuto il minerale nello stesso anno con il numero di iscrizione interno IMA1986-056.
Il campione tipo del minerale si trova presso la Smithsonian Institution (registro nº 164430), nel South Australian Museum (registro nº 13592) e il "Museo Geologico" dell'Università del Wisconsin-Madison (registro nº 6000/1).

## Classificazione
La nona edizione della sistematica minerale di Strunz, valida dal 2001 e aggiornata dall'IMA fino al 2009, classifica il baileycloro nella classe "9. Silicati (germanati)" e lì nella sottoclasse "9.E Fillosilicati"; questa è ulteriormente suddivisa in base alla struttura cristallina, in modo che il minerale possa essere trovato nella suddivisione "9.EC Fillosilicati con fogli di mica, composti di reti di tetraedri e ottaedri", dove può essere trovato insieme a borocookeite, franklinfurnaceite, glagolevite, nimite, chamosite, clinocloro, cookeite, donbassite, gonyerite, pennantite e sudoite con le quali forma il sistema nº 9.EC.55.
Tale classificazione viene mantenuta anche nell'edizione successiva, proseguita dal database "mindat.org" e chiamata Classificazione Strunz-mindat.
Anche la sistematica dei minerali secondo Dana classifica il baileycloro nella classe dei "silicati e germanati" e lì nella sottoclasse dei "minerali fillosilicati"; qui è insieme a borocookeite, chamosite, cookeite, donbassite, clinocloro, nimite, ortochamosite, pennantite, sudoite con le quali forma il sistema n. 71.04.01 all'interno della sottosezione "fillosilicati: strati di anelli a sei membri, alternatamente 1:1, 2:1 e ottaedrici".

## Abito cristallino
Il baileycloro cristallizza nel sistema triclino nel gruppo spaziale C1 (gruppo nº 1, posizione 2) oppure C1 (gruppo nº 2, posizione 3) con i parametri del reticolo a = 5,35 Å, b = 9,26 Å, c = 14,40 Å, α = 90°, β = 97,1° e γ = 90° oltre a 2 unità di formula per cella unitaria.

## Origine e giacitura
Il baileycloro si forma ai bordi delle vene di calcite colloidale all'interno di crepe fortemente ossidate di brecce carsiche di skarn. Lì si trova in paragenesi con andesina, granati, vesuvianite, chamosite contenente zinco, goethite, ematite, calcocite, rame nativo e malachite.
In tutto il mondo, il baileycloro è stato trovato in circa 20 siti. In Australia, il minerale è stato trovato,oltre che nella sua località tipo "Red Dome Mine" (nel Queensland), nella "Kara Mine" e a Zeehan in Tasmania. In Austria, il baileycloro è stato trovato vicino a Gföhl (Bassa Austria). In Svizzera, il minerale si trovava nella cava di Lengenbach e in un affioramento naturale sul vicino Messerbach (anche Mässerbach) vicino a Fäld nella valle di Binn.
Altri siti noti includono le cave di "La Caravantié" e "Le Rivet" vicino a Peyrebrune, a Montredon-Labessonnié (Occitania, Francia), la miniera di "Christiana" vicino a Lavreotiki nell'Attica Orientale (Grecia), la miniera di fluorite-barite di Murvonis vicino a Domusnovas (in Sardegna, Italia), a Mogadouro (Portogallo), nei pressi di Prullans (provincia di Lleida, Catalogna); le miniere di uranio nei pressi di Háje e Vrančice (Repubblica Ceca), a Rodeíto (provincia di Córdoba, Argentina), la prospezione "Kihabe" a Distretto Nordoccidentale in Botswana, ad Antofagasta e Tierra Amarilla (Cile), nella Cava di Poudrette (Québec, Canada), a Santa Eulalia (Messico) e nella miniera di Tsumeb, una miniera nella regione di Oshikoto (Namibia).

## Forma in cui si presenta in natura
Il baileycloro di solito sviluppa aggregati minerali a grana fine o fibrosi con una lucentezza perlacea sulle superfici. I cristalli di baileycloro sono generalmente trasparenti e di colore da giallo-verde a verde scuro o azzurro, sebbene i centri di colore possano anche verificarsi zonati. Il colore del suo striscio è verde chiaro.